# Mîhalkove, Krîve Ozero
Mîhalkove (în ucraineană Михалкове) este un sat în comuna Mazurove din raionul Krîve Ozero, regiunea Mîkolaiiv, Ucraina.

## Demografie
Componența lingvistică a localității Mîhalkove
     Ucraineană (94,66%)
     Română (2,85%)
     Rusă (1,07%)
Conform recensământului din 2001, majoritatea populației localității Mîhalkove era vorbitoare de ucraineană (94,66%), existând în minoritate și vorbitori de română (2,85%), găgăuză (1,42%) și rusă (1,07%).